# Rasm as-Safa
Rasm as-Safa (arab. رسم الصفا) – wieś w Syrii, w muhafazie Aleppo, w dystrykcie Dżabal Siman. W 2004 roku liczyła 653 mieszkańców.